# Túnel Veliki Gložac
El Túnel Veliki Gložac (en croata: Tunel Veliki Gložac) es uno de los 13 túneles que se encuentran en la ruta de la autopista A6 en Croacia.

## Descripción
Tiene 1126 metros (3.694 pies) de largo y se compone de dos túneles. Se encuentra entre los intercambiados Vrbovsko y Bosiljevo. El túnel se suspende en el sistema de peaje cerrado de la autopista A6. No hay otras plazas de peaje relacionados con el uso del túnel. La construcción del túnel fue completado por la empresa Viadukt y Hidroelektra. El Programa Europeo de Evaluación de túneles (EuroTAP), un programa de evaluación de seguridad de los túneles con el apoyo de la Comisión Europea, coordinado por la FIA, probó el túnel Veliki Gložac en 2008, cuando logró muy buenos resultados en Europa.